# Читкан (Пакистан)

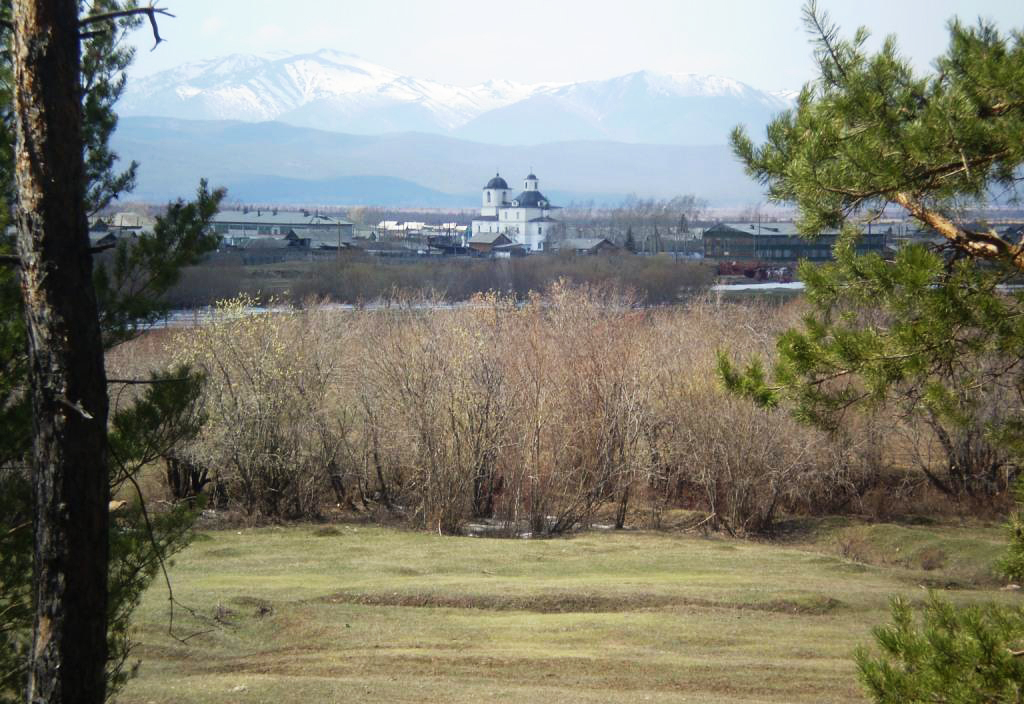

Читкан (англ. Chitkan) — город в провинции Белуджистан, Пакистан. Расположен в округе Панджгур. Население — 20 151 чел. (на 2010 год).

## Демография
| 1998   | 2010   |
| ------ | ------ |
| 19 816 | 20 151 |